# Over The Rainbow (paletの曲)
「Over The Rainbow」（オーバー・ザ・レインボー）は日本の女性アイドルグループ・paletの楽曲。作詞は伊秩弘将、作曲はAijiが担当した。2016年9月7日にpaletの7枚目のシングルとしてBrand-New Musicから発売された。

## 背景とリリース
前作「All for One」から約1年ぶりで、所属レコード会社をBrand-New Musicへと移籍してから初めてのシングル。またユニット名義が小文字の「palet」としては最後のシングルとなった。
本作から初めて、2015年12月28日に加入した小磯陽香、一ノ瀬りとが参加した最初のシングル作品となり、2016年12月24日に卒業した井草里桜菜が参加した最後のシングル作品でもある。

## メディアでの使用
Over The Rainbow
- フジテレビ系『奇跡体験!アンビリバボー』エンディングテーマ[2]
- 群馬テレビ『JOYのASOBU-TV JOYnt!』エンディングテーマ[2]

## シングル収録トラック
| #         | タイトル                                      | 作詞         | 作曲         | 編曲         | 時間  |
| --------- | --------------------------------------------- | ------------ | ------------ | ------------ | ----- |
| 1.        | 「Over The Rainbow」                          | 伊秩弘将     | Aiji         | spiral tunes | 4:25  |
| 2.        | 「ダイスキっ!!〜恋のSeason〜」                | 阿久津健太郎 | 阿久津健太郎 | 佐久間誠     | 4:56  |
| 3.        | 「Over The Rainbow (Instrumental)」           |              | Aiji         | spiral tunes | 4:25  |
| 4.        | 「ダイスキっ!!〜恋のSeason〜 (Instrumental)」 |              | 阿久津健太郎 | 佐久間誠     | 4:53  |
| 合計時間: | 合計時間:                                     | 合計時間:    | 合計時間:    | 合計時間:    | 18:39 |